# Aphelichthys lindahlii
Aphelichthys lindahlii (лат.) — вид вымерших лучепёрых рыб из семейства карповых, выделяемый в монотипический род Aphelichthys. Описан в конце XIX века по остаткам из отложений, предположительно относящихся к плейстоцену. Общая длина тела оценена в 16 см. По-видимому, типовые экземпляры к настоящему времени утеряны, поэтому вид имеет статус nomen dubium.

## История изучения
Остатки нескольких экземпляров, обнаруженные в отложениях озёрного происхождения с территории округа Пьюласки (Иллинойс, США), были отправлены геологом Джошуа Линдалом палеонтологу Эдварду Дринкеру Копу. В 1893 году Коп описал присланный материал в качестве вида Aphelichthys lindahlii, дав ему видовое название в честь Линдала.
Коп рассматривал вид в составе семейства карповых (Cyprinidae). Палеонтолог Оливер Перри Хей в работе 1902 уточнил положение вида, отнеся его к подсемейству Cyprininae. В ходе проведённой в 1963 году ревизии ископаемых рыб позднего кайнозоя Северной Америки  Тэруя Уено и Роберт Раш Миллер выявили утерю типовых экземпляров и не смогли выявить другие остатки, исходя из первоописания.

## Датировка
Эдвард Коп датировал находку плиоценом. Оливер Хэй в своём каталоге указал, что Aphelichthys lindahlii относятся либо к плиоцену, либо к плейстоцену. В ревизии 1963 года Уено и Миллер в качестве возможного возраста остатков указали только плейстоцен.